# Iron Fire
Iron Fire- duński zespół powermetalowy, uformowany w 1995 w Kopenhadze. Pierwsze demo wydał w roku 1998.

## Obecny skład
- Martin Steene - wokal (1995-)
- Kirk Backarach - gitara (2003-)
- Martin Lund - bas (2004-)
- Fritz Wagner - perkusja (2008-)

### Poprzedni członkowie

#### Gitarzyści
- Kristian H. Martinsen (1998-2001)

- Kristian "Iver" Iversen (1995-2000)

- Martin Slott (2001-2002)

- Sřren Jensen (2002-2003)

- Jeff Lukka (2003)

- Johan Jacob H. Olsen (2006-2008)

#### Basiści
- Jakob Lykkebo (1998-2001)

- Jose Cruz (2001-2003)

- Christian Martinsen (live 2004)

#### Perkusiści
- Gunnar Olsen (1998-2000)

- Tony Olsen (2001)

- Morten Plenge (2001-2003)

- Steve Mason (2003-2004)

- Jimmi Holm (live 2004)

- Martin Sunddal (2004-2007)

## Albumy Studyjne
| Data wydania | Tytuł                | Wydawca           |
| ------------ | -------------------- | ----------------- |
| 2000         | Thunderstorm         | Sanctuary Records |
| 2001         | On The Edge          | Sanctuary Records |
| 2006         | Revenge              | Napalm Records    |
| 2007         | Blade of Triumph     | Napalm Records    |
| 2009         | To The Grave         | Napalm Records    |
| 2010         | Metalmorphosized     | Napalm Records    |
| 2012         | Voyage of the Damned | Napalm Records    |
| 2016         | Among the Dead       | Crime Records     |
| 2019         | Beyond the Void      | Crime Records     |

## Dema
First Demo (1998)
The Underworld (2003)